# 墨西哥藍鯛
墨西哥藍鯛（學名：Azurina hirundo），是輻鰭魚綱鱸形目雀鯛科藍鯛屬的其中一種，分布於東太平洋墨西哥下加利福尼亞州、瓜達盧佩島和雷維拉吉赫多群島海域，深度5至30公尺，本魚體呈橢圓形且側扁，體色輝藍色，背部偏藍綠色，魚鰭邊緣淡藍色，背鰭硬棘11枚、背鰭軟條10-12枚、臀鰭硬棘2枚、臀鰭軟條11-12枚，體長可達14公分，棲息在近海岩礁，成小群行動，以浮游生物為食，繁殖期時成對出現，雄魚會守護魚卵孵化為止。